# Johann Friedrich Zittmann
Johann Friedrich Zittmann (* 15. Mai 1671; † 5. Mai 1757 in Teplitz) war ein königlich polnischer und kurfürstlich sächsischer Generalstabsarzt.

## Leben
Zittmann wirkte in Teplitz als Brunnen- und Badearzt, zwischen 1696 und 1757 war er Ordinarius des österreichischen Militärbadehauses in Teplitz-Schönau, welches er mitbegründet hatte. Im Januar 1722 wurde er von Kurfürst Friedrich August I. zum Leibmedikus berufen.
Verdienste erwarb sich Zittmann in der Syphilisforschung, nach ihm wurde ein Dekokt, das „Decoctum Zittmanni“ benannt.

## Werke (Auswahl)
- Medicina forensis, … Leipzig, 1706 (Digitalisat; 15339416 im VD 18.).
- Practische Anmerkungen von den Töplitzer Bädern, dem Böhmischen Bitter- und Biliner Waßer. Dresden, 1743 (Digitalisat; 10291687 im VD 18.).